# Ahmad Nurollahi
Ahmad Nurollahi (pers. ‏احمد نورالهی‎, ur. 1 lutego 1993 w Azadszahrze) – irański piłkarz grający na pozycji pomocnika w emirackim klubie Szabab Al Ahli i reprezentacji Iranu.

## Kariera
Ahmad Nurollahi jest wychowankiem Foolad Yazd FC W 2014 roku przeniósł się do Persepolis FC W tym klubie rozegrał już ponad 100 meczów. W latach 2016–2017 został wypożyczony do Teraktor Sazi Tebriz. Po tym okresie powrócił do Persepolis.
Nurollahi występował w młodzieżowych reprezentacjach Iranu: U-17, U-20 i U-23. W dorosłej reprezentacji Iranu zadebiutował 15 listopada 2018 roku w towarzyskim meczu z Trynidadem i Tobago. Pierwszego gola zdobył w 10 października 2019 w meczu z Kambodżą wygranym przez Iran 14:0.